# Pueblo Nuevo, Durango
Pueblo Nuevo là một đô thị thuộc bang Durango, México. Năm 2005, dân số của đô thị này là 47104 người.